# Plateaux du nord

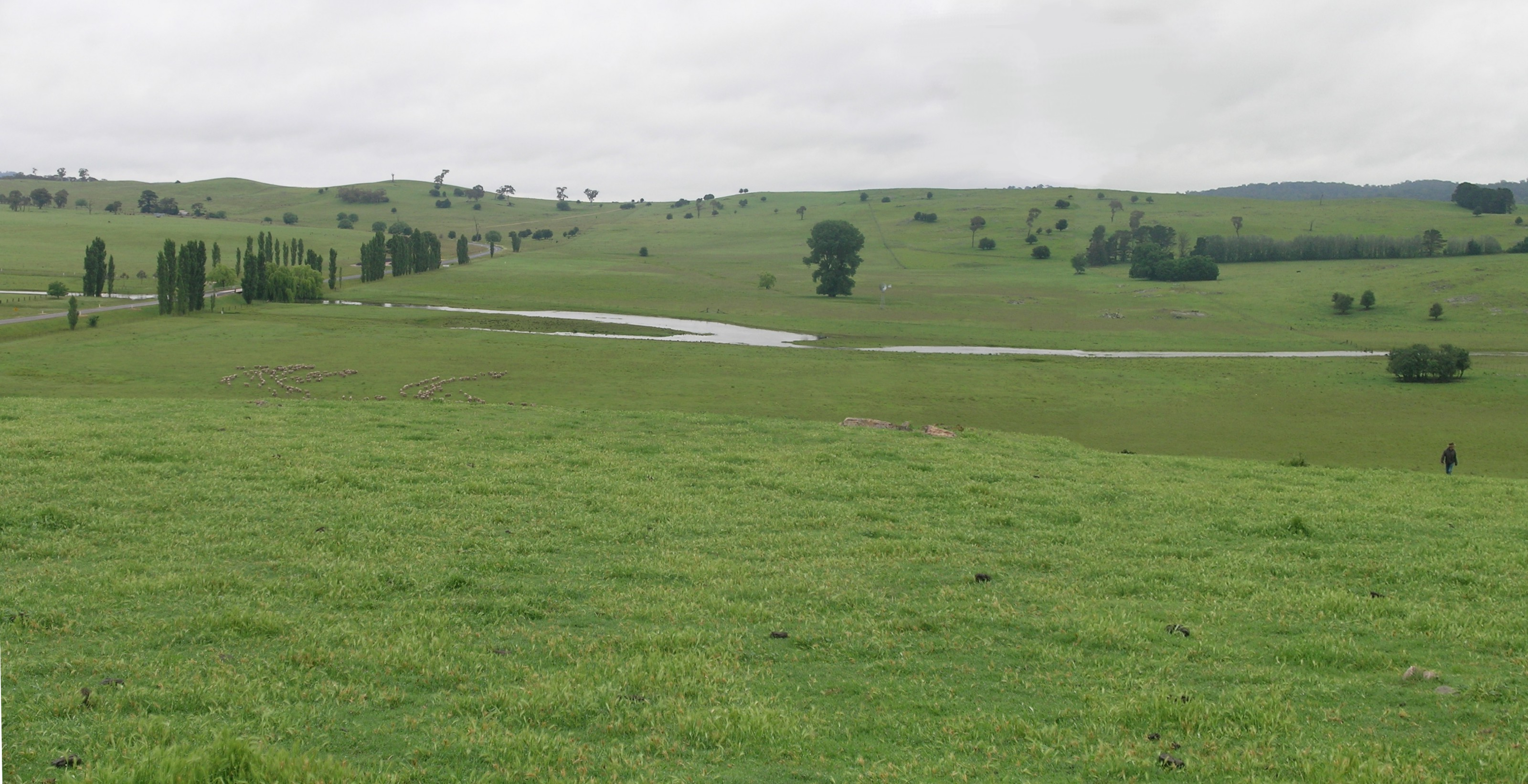
Bétail paissant dans les Plateaux du nord.

Les Plateaux du nord (en anglais : Northern Tablelands), appelés également Plateau de Nouvelle-Angleterre (en anglais : New England Tableland), sont une région non officielle de la Nouvelle-Galles du Sud en Australie.

## Géographie
La zone est formée de plateaux la Cordillère australienne situés dans la région de la Nouvelle-Angleterre, qui s'étendent de la chaîne Moonbi au sud jusqu'à la frontière du Queensland au nord.